# Черепахи
Черепа́хи (Testudines) — ряд завропсидів (за старою класифікацією — плазунів), що існує впродовж 250 мільйонів років. Містить близько 230 видів, що групуються в 12 родин і 5 підрядів, що поширені по всій землі і живуть як у воді, так і на суші. Черепахи здавна вважаються символом повільності і мудрості. Будова тварини настільки своєрідна й так відрізняється від будови інших представників класу плазуни, що їх неможливо сплутати.
Черепахи відзначаються особливим панциром, який розвивається здебільшого з їхніх ребер. Сучасні черепахи поділяються на дві великі групи: Бокошиї черепахи (приховують шию набік) і Схованошиї черепахи (втягують шию всередину). Існує 360 живих і нещодавно вимерлих видів черепах, зокрема сухопутних і прісноводних черепах. Вони трапляються на більшості материків, деяких островах і, стосовно морських черепах, на більшій частині океану. Як і інші амніоти (плазуни, птахи та ссавці), вони дихають повітрям і не відкладають яйця під водою, хоча багато видів живуть у воді або навколо неї. Черепашачий панцир складається переважно з кісток; верхня частина — куполоподібний панцир, а нижня — більш плоский пластрон або черевна пластинка. Його зовнішня поверхня вкрита лусочками з кератину, матеріалу волосся, рогів і кігтів. Кістки панцира розвиваються з ребер, які ростуть убік і розвиваються в широкі плоскі пластини, які з’єднуються, щоб охопити тіло. Черепахи є ектотермами або «холоднокровними», і це означає, що їхня внутрішня температура змінюється залежно від безпосереднього оточення. Вони, переважно, умовно-патогенні всеїдні тварини і здебільшого харчуються рослинами, та тваринами з обмеженою рухливістю. Багато черепах мігрують на короткі відстані сезонно. Морські черепахи — єдині плазуни, які мандрують на великі відстані, щоб відкласти яйця на улюбленому пляжі. Черепахи присутні у переказах і казках по всьому світу. Деякі наземні та прісноводні види, широко застосовуються як свійські тварини. На черепах полювали заради м’яса, використання у народній медицині та панцирів. Морські черепахи часто гинуть випадково у рибальських сітях. По всьому світу знищуються місця проживання черепах. Внаслідок такого тиску, багато видів вимерли або перебувають під загрозою зникнення. Так, наприклад, знайдена в 2019 році на острові Фернандіна в Тихому океані гігантська черепаха належала до того ж виду, що і знайдена востаннє в 1906 році тварина. Саме тоді вчені востаннє зустрічали представника виду Chelonoidis phantastica у дикій природі.

## Етимологія
Назва «черепаха» сходить до прасл. *čerpaxa, і споріднена з такими словами як «черепиця» й «чарупка». Усі згадані лексеми утворені від *čerpъ («глиняний горщик»; пізніше — «череп»). Первісно назва вживалася з табуїстичних міркувань через міцний, як череп, черепашачий панцир. З плином часу вона витіснила загальнослов'янське наймення тварини — желв (від д.-рус. жєльвь < прасл. *žely), представлене в пол. żółw, в.-луж. želwja, н.-луж. žołw, чеськ., словац. і словен. želva, мак. желка. Водночас значення твердого покриття збереглось у її колишній зменшувальній формі — «черепашка».

## Опис
Ростуть черепахи протягом усього життя. З віком їх ріст стає повільнішим. Живуть тварини довго. Багато видів черепах доживають до 100 років. Та це не межа. Відомий випадок, коли на Атлантичному узбережжі Франції рибалки зловили черепаху віком близько 200 років.А корейські рибалки піймали черепаху з табличкою на панцирі, що вона жила ще в 14-му році династії Мін (панувала з 1368 р.), — тобто вік черепахи близько 600 років.

### Панцир
Панцир черепах складається із спинного щита — карапакса і черевного — пластрона. Він складається зі спинного черевного щитів, утворений розширеними кістками скелета. Зверху у більшості черепах панцир покритий симетричними роговими щитками. Спереду і ззаду панцир має отвори, через які тварина висуває свої кінцівки. У деяких видів рухомі частини панцира можуть щільно закривати обидва отвори (або один з них) в хвилину небезпеки. Форма панцира пов'язана зі способом життя черепах: у наземних видів він високий, куполоподібний, часто горбкуватий, у прісноводих — низький, сплющений і гладкий, у морських має обтічну краплеподібну форму.
На спинному щиті виділяються шийний, хребетні, бічні і краєві щитки, на черевному — горловий, міжгорлові, плечові, грудні, черевні, стегнові, задньопрохідні, пахвові, пахові і міжкрайові щитки. Кожен щиток росте самостійно, і на ньому зростають концентричні річні кільця.
У м'якотілих черепах панцир покритий зверху м'якою шкірою

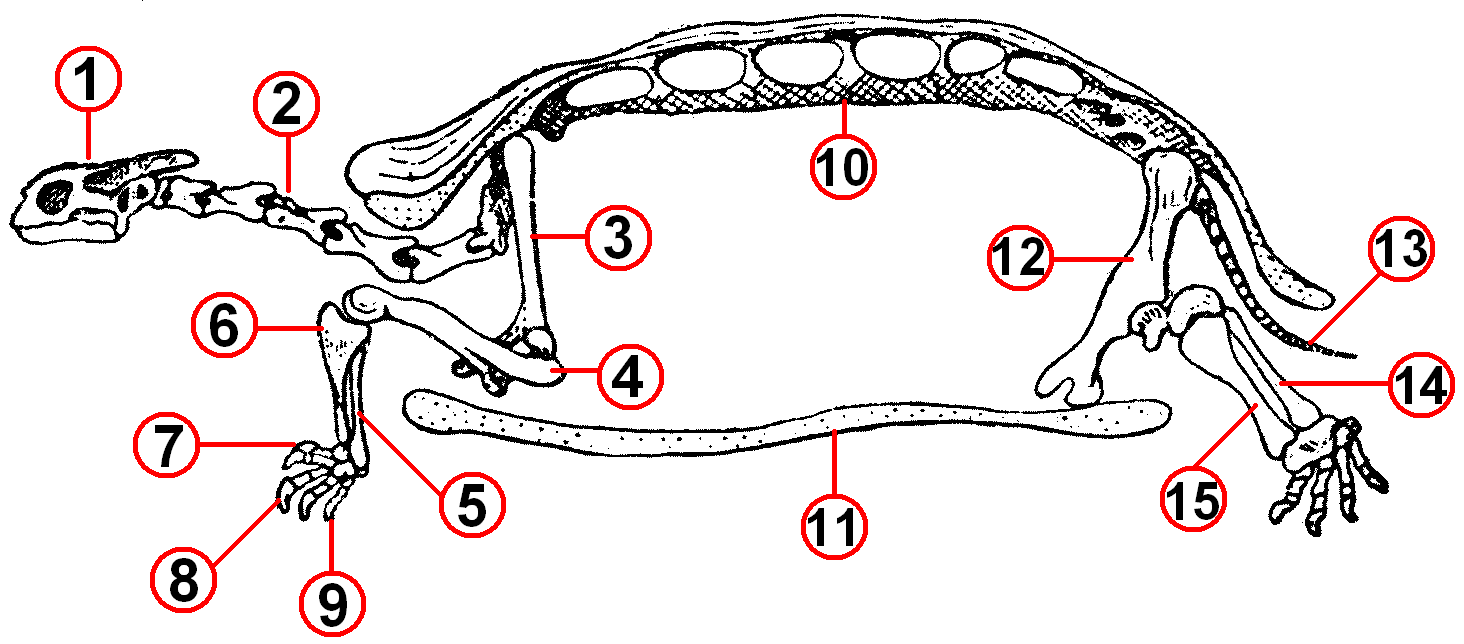
Скелет черепахи: 1 - череп; 2 - шийні хребці; 3 - лопатка; 4 - плечова кістка; 5 - ліктьова кістка; 6 - променева кістка; 7 - великий палець; 8 - середній палець; 9 - мізинець; 10 - тулубові хребці; 11 - пластрон; 12 - таз; 13 - хвостові хребці; 14 - малогомілкова кістка; 15 - великогомілкова кістка.

## Розмноження

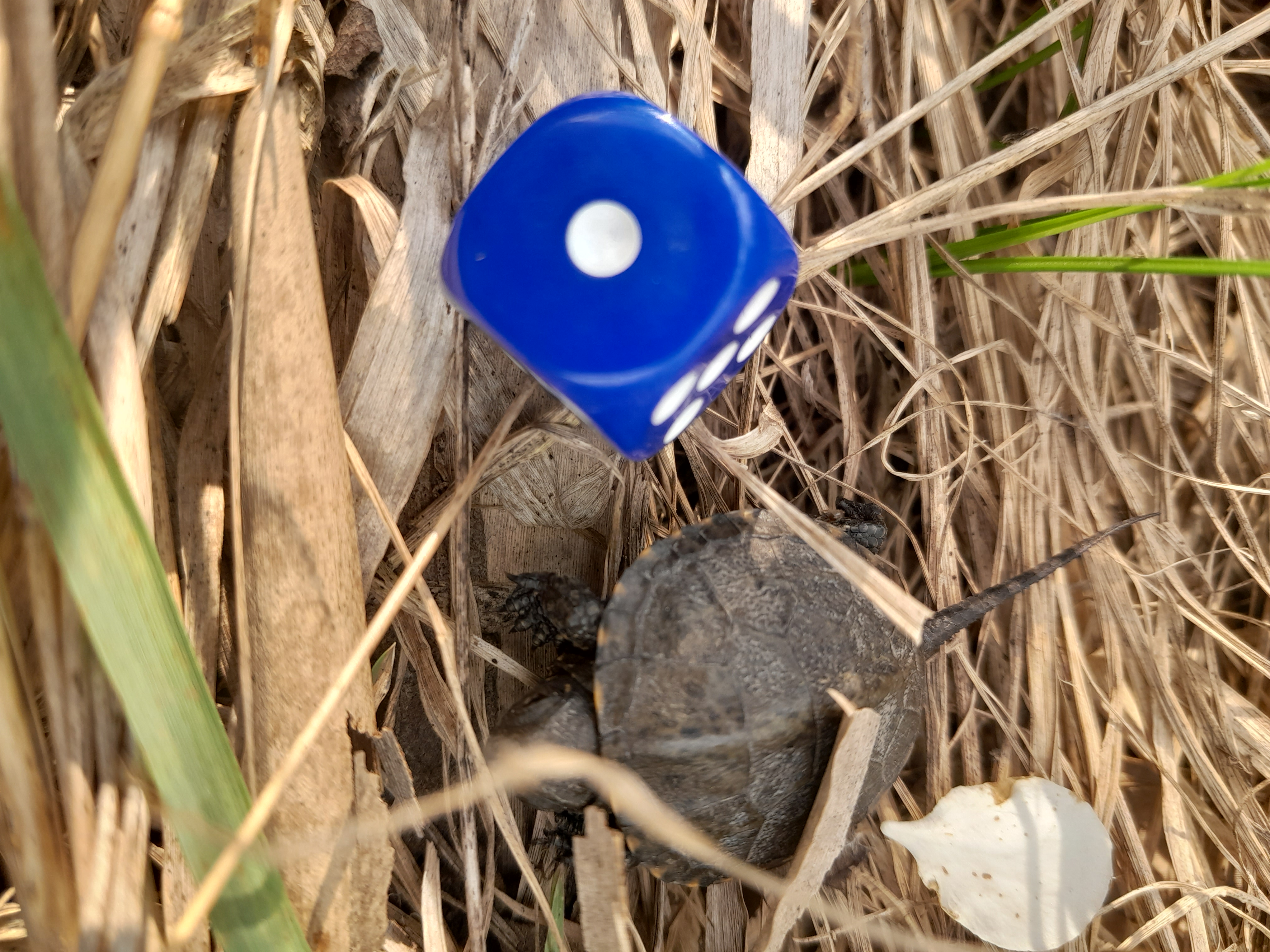
Черепашеня болотної європейської черепахи, кубик - 12 мм.

Розмноження черепах протікає однотипно. У сухопутних та морських черепах запліднення відбувається в організмі черепахи. Самець спонукає самку до парування, покусуючи її та штовхаючи головою. Після спаровування, що здійснюється в більшості випадків на суші, самиці відкладають яйця в глекоподібну ямку, яку вони викопують задніми ногами. Потім ямка засипається і утрамбовується зверху ударами пластрона. Яйця кулясті або еліптичні, білого кольору, покриті твердою вапняною шкаралупою. Лише у морських і деяких бокошиїх черепах яйця покриті м'якою шкірястою оболонкою. Число яєць, що відкладаються, коливається у різних видів від декількох штук до сотні. Багато черепах мають декілька кладок протягом сезону.
Малюки черепахи мають розмір 3 см. Ледве з'явившись з яйця, вони поводять себе дуже активно і здатні кусатись.

## Походження

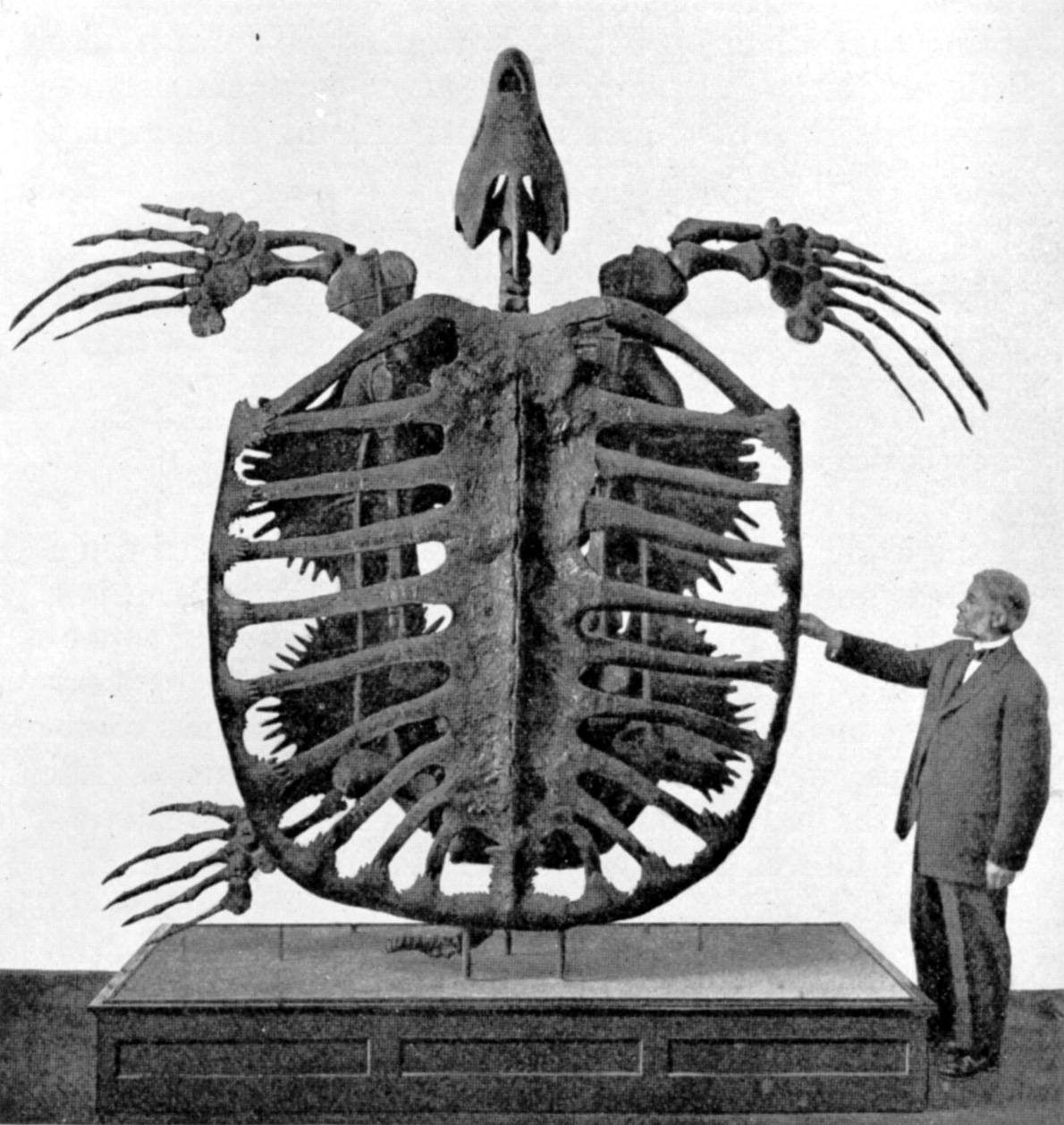
Скелет архелона

Умовно черепахи вважаються нащадками пермських котилозаврів. Перша черепаха Proganochelys quenstedi з'явилася в мезозойську еру у тріасовому періоді (200 млн років тому). З 26 родин 12 дожило до наших днів. Багато «сучасних» черепах зараз знаходяться на межі зникнення. Відомо безліч викопних черепах, серед яких найбільшою була міоланія, завдовжки близько 5 м. Черепаха, ймовірно, мала величезний, практично однієї довжини з панциром, могутній хвіст усаджений двома рядами кістяних шпильок сплощень, а на кінцях трикутного черепа розташовувалися довгі притуплені «роги», направлені назад і убік.
Найбільшою з відомих черепах є черепаха архелон (Archelon ischyros) з крейдового періоду, яка жила в морі. Розмір одного з виявлених скелетів сягає 4 м. Припускають, що її вага сягала до 2,2 тонн.
Австралійський палеонтолог Майкл Лі запропонував нову гіпотезу щодо походження черепах. Як і багато авторів до нього, Лі вважає, що черепахи близькі до великих рослиноїдних ящерів пермської епохи — парейазаврів; але він припускає, що черепахи разом з парейазаврами походять від діапсід — гілки рептилій, до якої належать крокодили, динозаври та ящірки. Якщо ця гіпотеза підтвердиться, вона означатиме дуже сильну перебудову еволюційного древа рептилій, можливо, навіть заслуговуючу назви «нової філогенії рептилій».

## Класифікація
- Incertae sedis
  - Рід †Murrhardtia
  - Рід †Chinlechelys
  - Рід †Chelycarapookus (Testudines incertae sedis)
  - Рід †Chitracephalus (Testudines incertae sedis)
  - Рід †Neusticemys (Testudines incertae sedis)
  - Рід †Scutemys (Testudines incertae sedis)
- Рід †Odontochelys

- Клада Testudinata
  - Рід †Proganochelys
  - Родина †Australochelyidae
    - Рід †Palaeochersis
    - Рід †Australochelys

  - Рід †Proterochersis
  - Рід †Kayentachelys
  - Рід †Condorchelys
  - Рід †Indochelys
  - Рід †Heckerochelys
  - Рід †Eileanchelys
  - Підряд †Meiolaniformes[14]
    - Рід †Chubutemys[14]
    - Рід †Patagoniaemys[14]
    - Родина †Mongolochelyidae[15]
      - Рід †Mongolochelys[14]
      - Рід †Peligrochelys[14]

    - Рід †Otwayemys[14]
    - Рід †Kallokibotion[14]
    - Родина †Meiolaniidae

  - Рід †Chengyuchelys
  - Рід †Siamochelys
  - Родина †Pleurosternidae
  - Рід †Dorsetochelys
  - Родина †Baenidae
  - Родина †Plesiochelyidae
  - Ряд Черепахи (Testudines)
    - Рід †Xinjianchelys
    - Рід †Hangaiemys
    - Родина †Thalassemydidae
      - Рід †Solnhofia
      - Рід †Thalassemys
      - Рід †Santanachelys

    - Родина †Sinemydidae

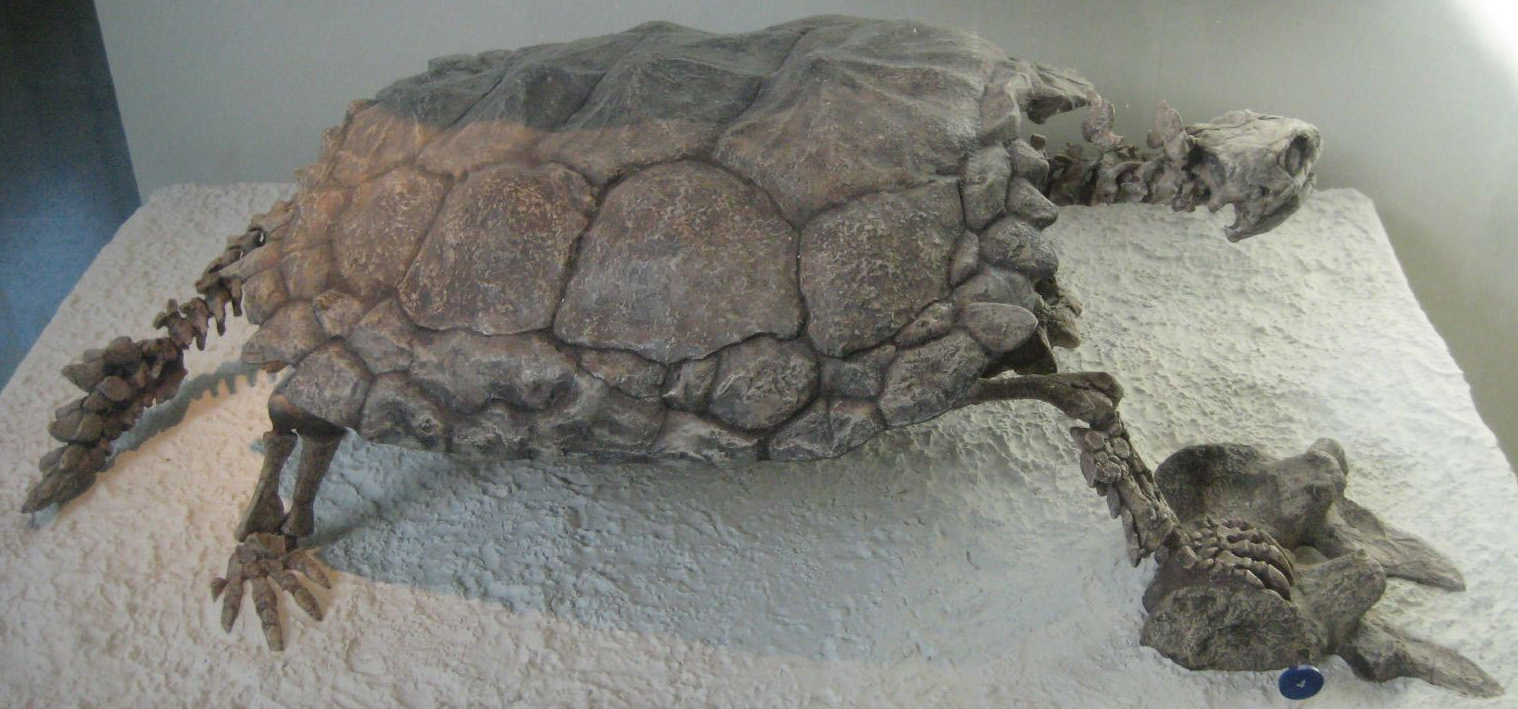
Proganochelys quenstedti

    - Підряд Бокошийні черепахи (Pleurodira)Pelomedusa subrufa
      - Родина †Araripemydidae
      - Надродина Pelomedusoides
        - Родина †Bothremydidae

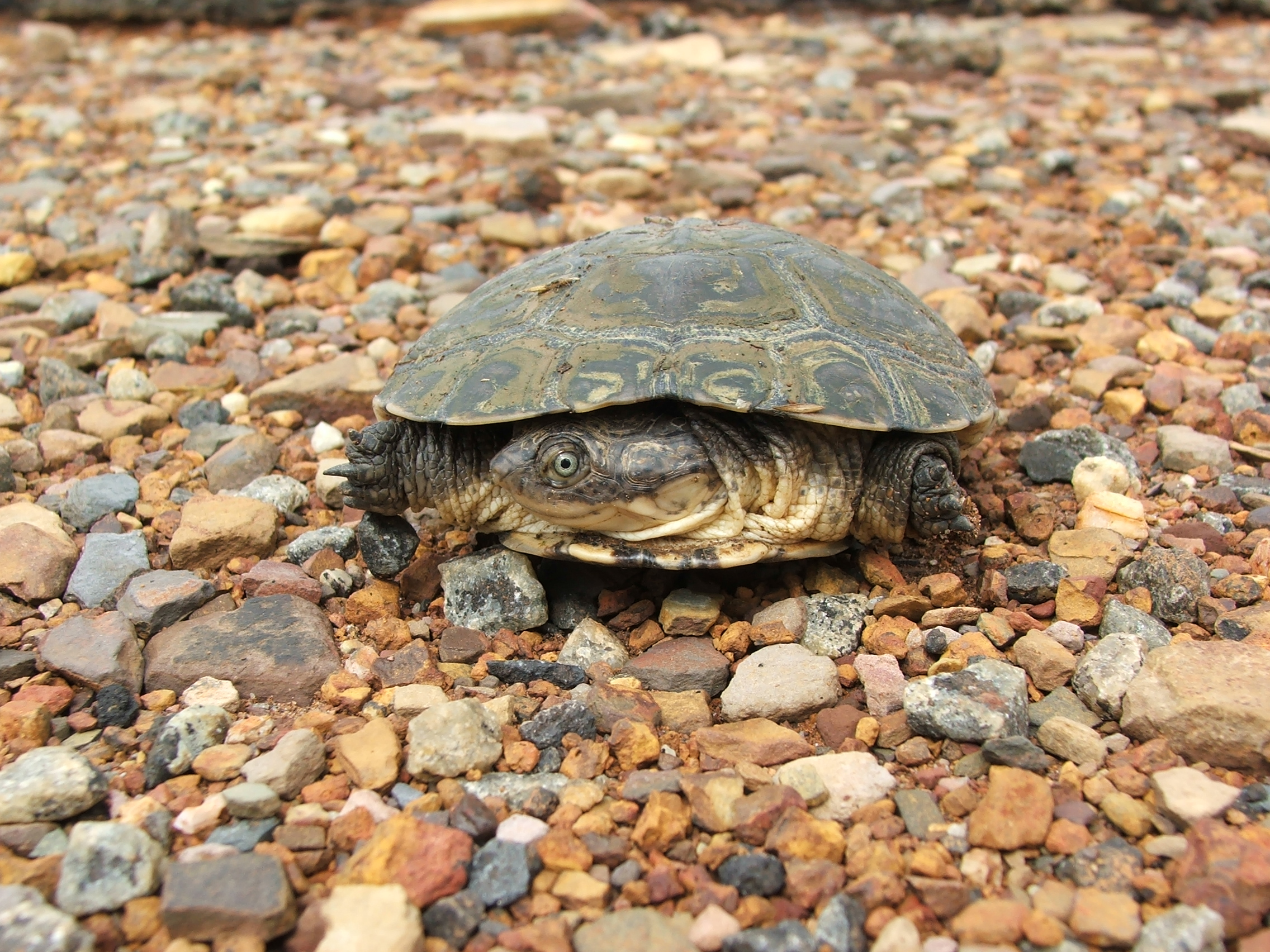
Pelomedusa subrufa

        - Родина Пеломедузові черепахи(Pelomedusidae)
        - Родина Щитоногі черепахи (Podocnemidae)
        - Родина Зміїношийні черепахи (Chelidae)

    - Підряд Прихованошийні черепахи (Cryptodira)Testudo hermanni hermanni
      - Родина †Solemydidae
      - Інфраряд Eucryptodira
        - Basal and incertae sedis
          - †«Sinemys» wuerhoensis
          - Рід †Judithemys
          - Рід †Osteopygis
          - Рід †Planetochelys
          - Рід †Protochelydra
          - Рід †Platysternon

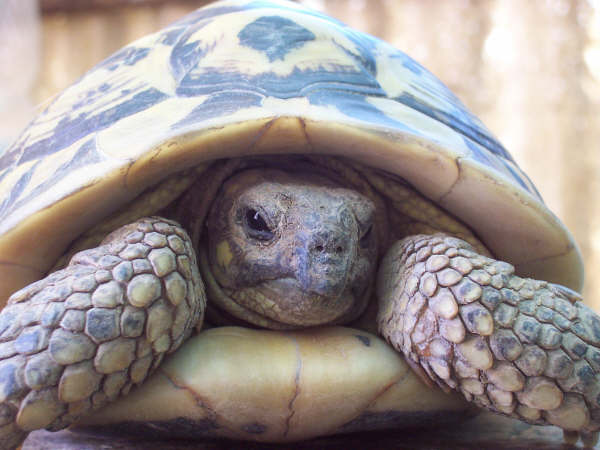
Testudo hermanni hermanni

          - Родина Кайманові черепахи Chelydridae
          - Родина †Eurysternidae
          - Родина †Macrobaenidae
          - Родина †Plesiochelyidae
          - Родина †Xinjiangchelyidae

        - Надродина Морські черепахи (Chelonioidea)Морська черепаха в Henry Doorly Zoo, Omaha NE
          - Родина †Toxochelyidae

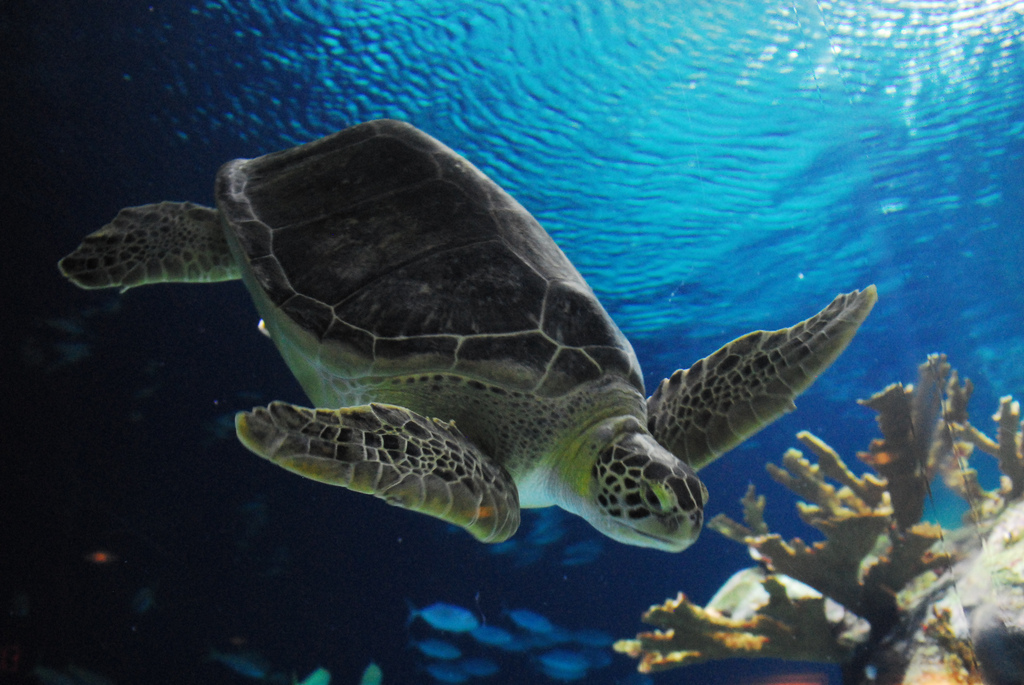
Морська черепаха в Henry Doorly Zoo, Omaha NE

          - Родина Морські черепахи (Cheloniidae)
          - Родина Безщиткові черепахи (Dermochelyidae)

        - Надродина Testudinoidea
          - Родина †Haichemydidae
          - Родина †Lindholmemydidae
          - Родина †Sinochelyidae
          - Родина Прісноводні черепахи (Emydidae)
          - Родина Азійські прісноводні черепахи (Geoemydidae)
          - Родина Сухопутні черепахи (Testudinidae)

        - Надродина М'якотілі черепахи (Trionychoidea)
          - Родина †Adocidae
          - Родина Двокігтеві черепахи (Carettochelyidae)
          - Родина Мексиканські черепахи (Dermatemydidae)
          - Родина Мулові черепахи (Kinosternidae)
          - Родина Трикігтеві черепахи (Trionychidae)

## Загрози та охорона
Основну загрозу чисельності черепах становить промисел яєць і вживання м'яса черепах в їжу, загибель їх в риболовних сітках. З панцирів виготовляють ювелірні прикраси та сувеніри. Нелегальна торгівля та інші загрози призводять до значного скорочення деяких популяцій.
У додатки СІТЕС внесено всі 7 видів морських черепах. Комерційна міжнародна торгівля цими видами заборонена.
Європейська болотяна черепаха охороняється в Європейській спільноті Директивою про фауну, флору та середовище проживання, Додаток IV. Ця черепаха зникла у Швейцарії на початку 20-го століття, а з 2010 року вона перебуває в процесі реінтродукції. В Австрії, останню природно розмножену популяцію болотяної черепахи, можна знайти в Донау-Ауен на схід від Відня, а також деякі випущені особини на Вінербергу (Wiener Berg — гірський хребет на південній околиці Відня. У Польщі, це вид, що охороняється, дуже рідкісний. З 1935 року, його взято під сувору охорону. 1937 року, були зроблені спроби реінтродукції цих рептилій у болота поблизу Копаниці. Занесений до Червоної книги Польщі з категорією загрози EN, тобто вид дуже високого ризику зникнення. Вид також занесено до Червоної книги Білорусі (2002), Латвії (1991), Литви (1992) та Молдови (1978). В Україні збереглася найбільша в Європі популяція болотяних черепах.

## Цікаві факти

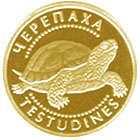
Пам'ятна монета НБУ присвячена черепасі

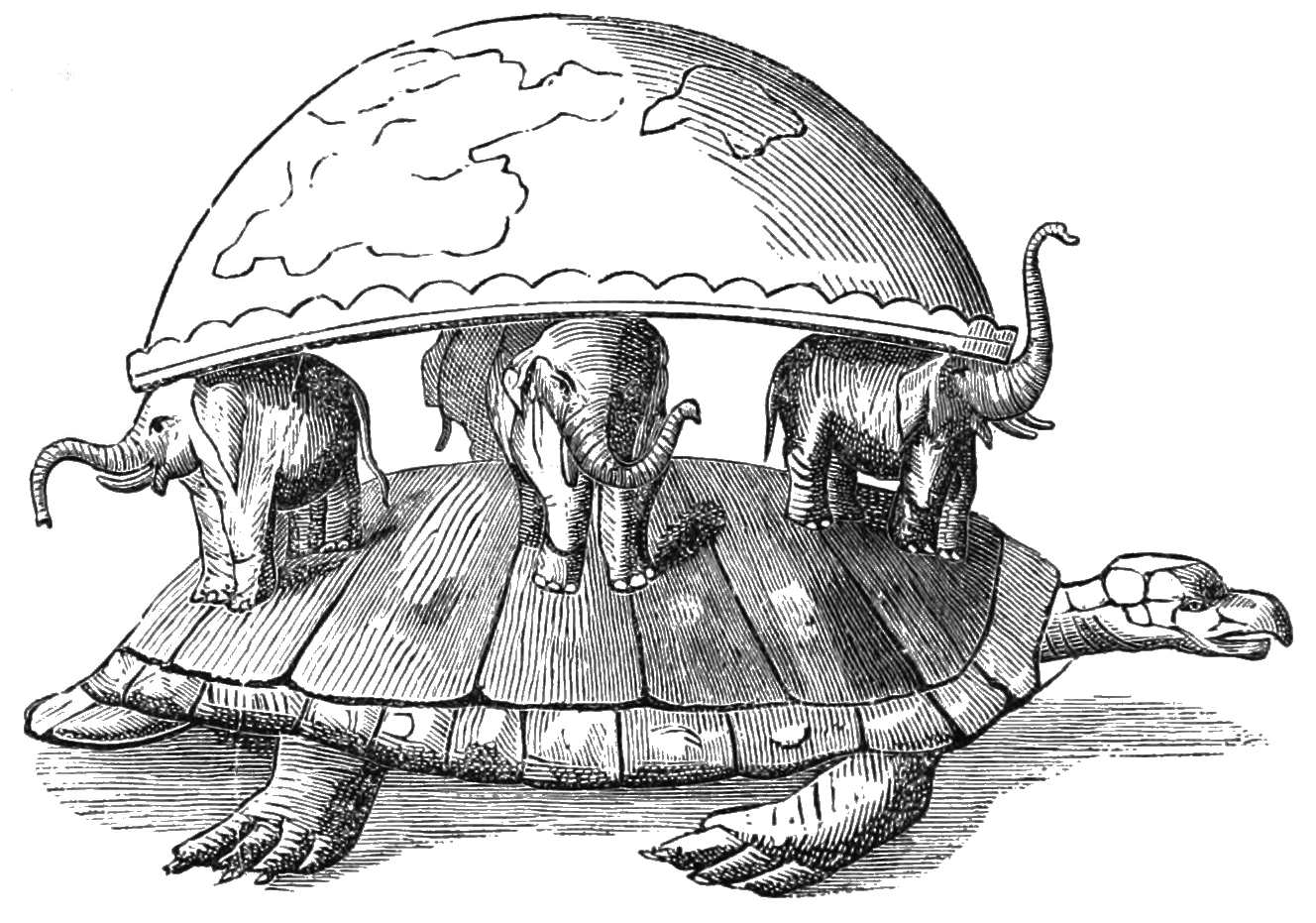
Рисунок 1877 року, що відтворює світ, який тримається на спинах чотирьох слонів, котрі самі стоять на спині черепахи.

Черепаха Берті, яка живе у Великій Британії, може розігнатися до швидкості 0,28 м за секунду (близько кілометра на годину). Автори книги Гіннесса називають Берті найшвидшою черепахою у світі.
Серед черепах чимало таких, які стали настільки відомими, що отримали власні імена. Серед них: Адвайта, Гаррієт, Джонатан, Самотній Джордж, Тімоті, Туї Маліла та інші.
23 травня відзначається Всесвітній день черепахи.
У багатьох народів світу існувала міфема про Світову черепаху, також вона Космічна черепаха, Черепаха, що тримає світ чи Священна черепаха.
З метою погрітися в сонячних променях, черепахи у воді можуть використовувати спини великих ссавців, а саме бегемотів, з чим останні — погоджуються.